# Coracias temminckii
La carraca de Célebes (Coracias temminckii) es una especie de ave coraciforme de la familia Coraciidae endémica de las Célebes.

## Hábitat y distribución
Su hábitat natural es el bosque húmedo tropical de las islas Célebes, en Indonesia. Aunque su población no ha sido cuantificada se considera un ave común, sin que existan indicios de variaciones en su número.